# Трахея
Трахея (лат. trachea) — орган дихальної системи наземних хребетних та людини, що лежить спереду від стравоходу, заходячи в грудну порожнину через верхній її отвір, і йде до рівня 4-го або 5-го грудного хребця, де поділяється (біфуркація) на два головні бронхи. Довжина трахеї варіює в межах від 8,5 до 15 см, частіше становить 10—11 см.

## Анатомія
Спереду до трахеї прилягають м'язи, розташовані нижче під'язикової кістки, а у верхньому її відділі — щитоподібна залоза. Волокнисто-м'язево-хрящева оболонка трахеї утворена з 16—18 (20) гіалінових хрящів, що не дають спадатись її стінкам і забезпечують безперебійне надходження повітря до легень. Хрящі трахеї мають вигляд неповних кілець. Незамкнена їх частина звернена до стравоходу (дорзально). Кінці хрящових дужок з'єднуються між собою сполучною тканиною із гладенькими м'язами — перетинчаста стінка трахеї. Півкільця сполучаються між собою сполучною тканиною. Перетинчаста стінка трахеї дозволяє вільному проходженню грудки їжі. Трахея — трубка, яка утворена хрящовими дугами, з'єднаними щільною сполучною тканиною. Дуги запобігають спаданню трахеї.
Продовженням трахеї є два головних бронхи, які спрямовуються до правої і лівої легені. Внутрішня поверхня трахеї і бронхів вистелена війчастим епітелієм і вкрита бактерицидним слизом. Війки женуть слиз разом із пилом і мікроорганізмами до глотки, де він проковтується.

### Анатомічні особливості
Починається трахея у немовлят на рівні 4—5 шийних хребців, у дорослих — на рівні 6-го, у людей похилого віку опускається до 7-го шийного хребця. У жінок початок трахеї лежить вище, ніж у чоловіків. Біфуркація у дітей до 1-го року розташована на рівні 3-го грудного хребця, від 2 до 6 років — на рівні 4—5, від 7 до 12 років на рівні 5—6 грудного хребця.

## Гістологія
Трахея вкрита адвентиціальною оболонкою, яка складається із рихлої волокнистої незформованої сполучної тканини. Стінка трахеї складається із слизової оболонки, підслизової основи, волокнисто-м'язево-хрящевої та адвентиціальної оболонок. Слизова оболонка трахеї вистелена війчастим псевдобагатошаровим епітелієм, у якому є багато бокалоподібних гландулоцитів. Власна пластинка слизової оболонки має багато еластичних волокон, лімфоцитів і лімфоїдних вузликів. Підслизова основа поступово переходить у щільну волокнисту сполучну тканину — охрястя трахеї. Тут є багато змішаних серозно-слизових залоз, які виділяють секрет до слизової оболонки.

## Клінічне значення
- Ендотрахеальна інтубація є медичною маніпуляцією введення ендотрахеальної трубки для забезпечення ефективнішої вентиляції легень при різних патологічних станах.
- Трахеотомія — хірургічна маніпуляція суть якої полягає в утворенні отвору на передній поверхні шиї, що продовжується аж до просвіту трахеї. Коротка загнута трубка, яка вводиться під час такої маніпуляції, називається «трахеостомічною трубкою». Трубка вводиться нижче гортані та голосових складок.

## Додаткові зображення

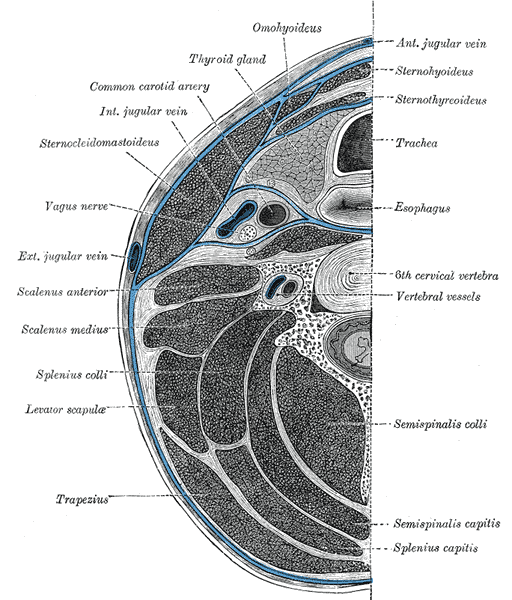
Поперечний розріз шиї на рівні шостого шийного хребця.
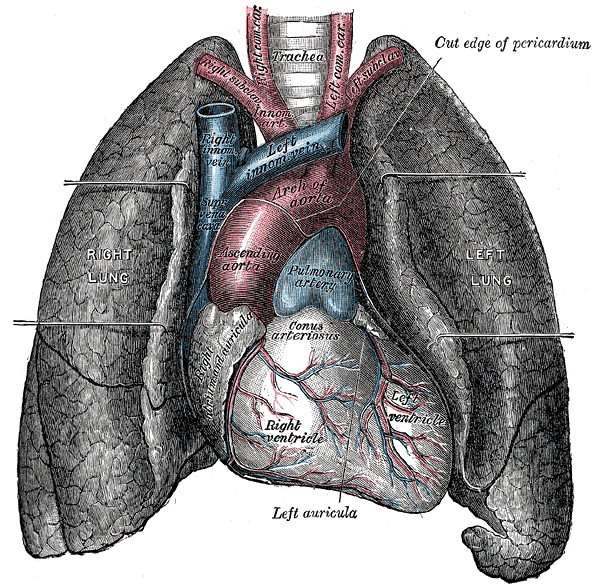
Серце та легені — вигляд спереду.
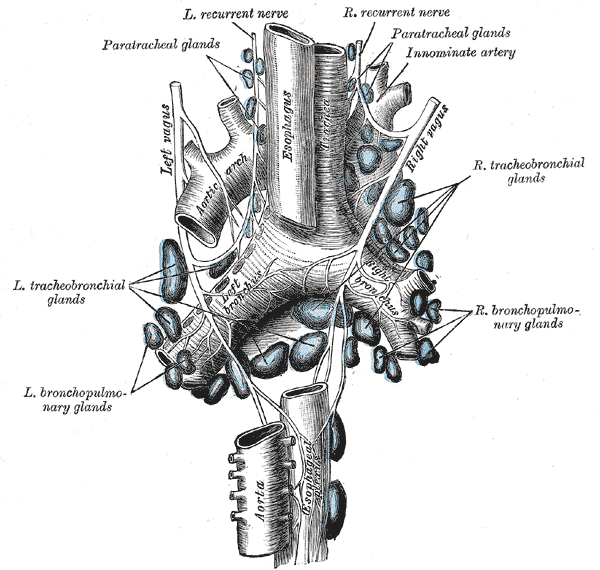
Трахеобронхіальні пакети лімфатичних вузлів.
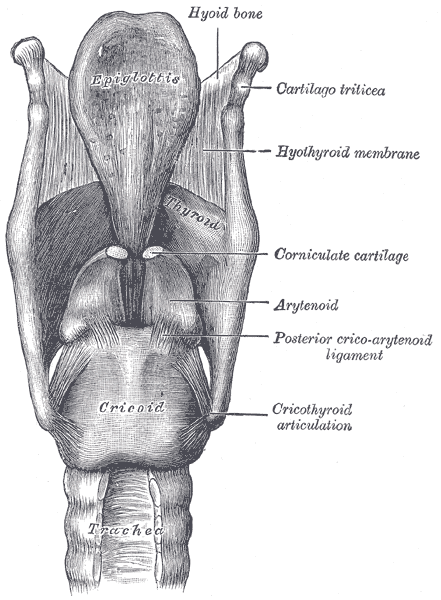
Зв'язки гортані — задній вигляд.
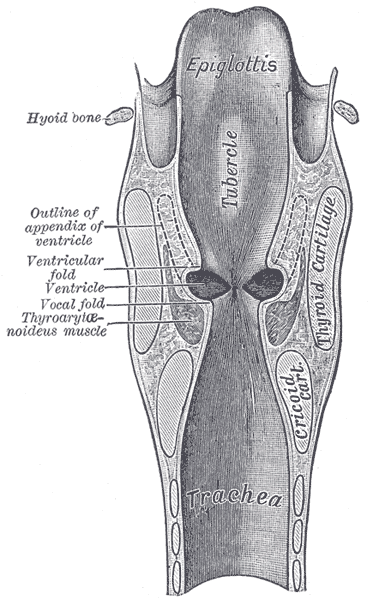
Шийковий розріз гортані та верхньої частини трахеї.
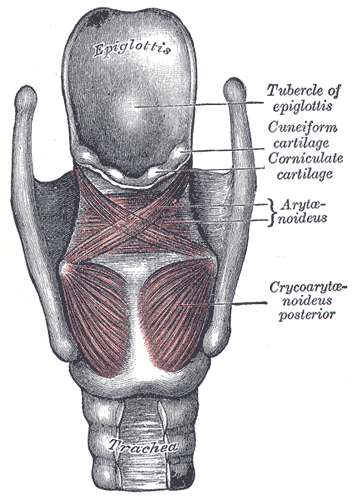
М'язи гортані — задній вигляд.
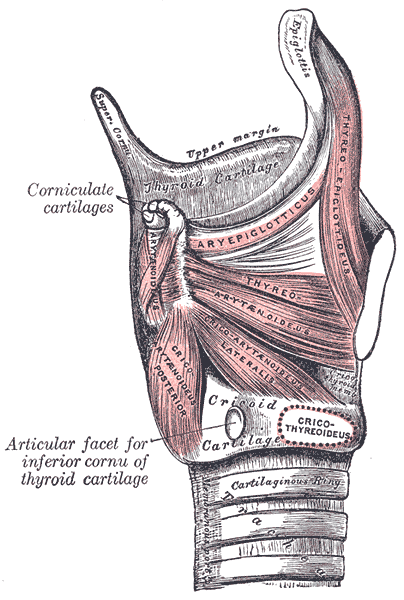
М'язи гортані — боковий вигляд. Права частина щитоподібного хряща видалена.
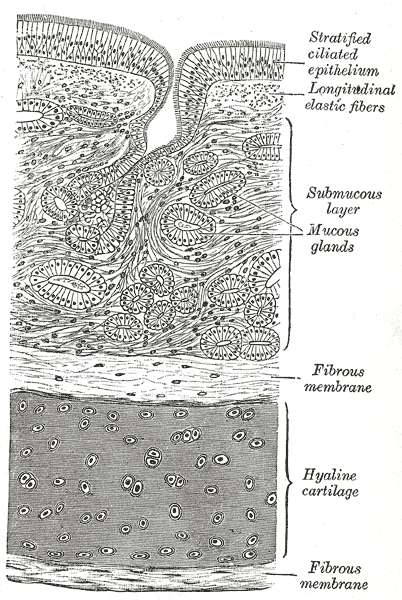
Поперечний розріз трахеї.
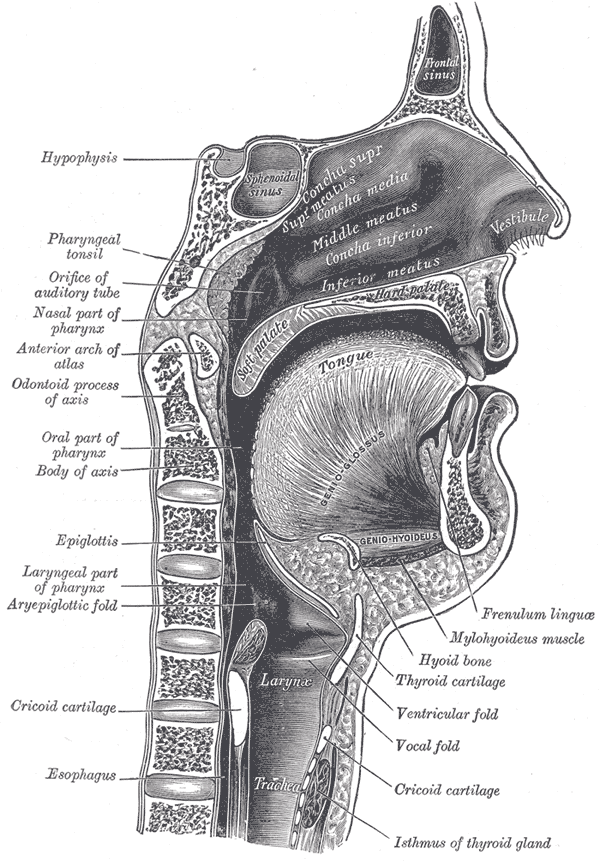
Боковий розріз носової, ротової, глоточної та гортанної порожнин.
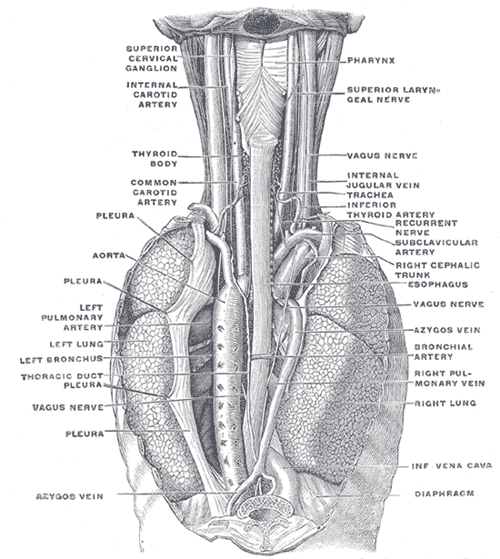
Відносне позиціонування стравоходу в шийному відділі, задньому середостінні. Задній вид.
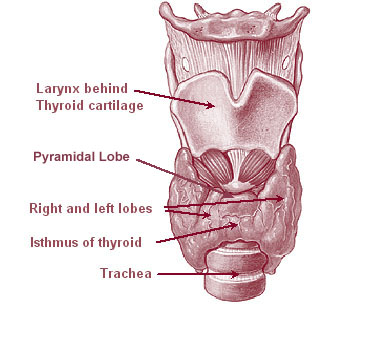
Щитовидка (Щитоподібна залоза)
Дихальна система.